# Zoobles!
『ズーブルズ!』（英: Zoobles!, 朝鮮語: 쥬블스）は、スピンマスターとセガトイズ発売の女の子向け玩具。およびアニメーション作品。

## 概要
球体から変形する玩具、爆丸のギミックを流用し、ゲーム性を廃して女の子向け玩具としたシリーズ。スピンマスター社、日本のセガトイズが共同開発。アメリカでは2010年8月より発売開始、「2011年ガールズ・トイ・オブ・ザ・イヤー」にもノミネートされた。日本では2011年3月17日より発売し、発売3か月で単品販売数量は20万個を突破している。また『日本おもちゃ大賞2011』でもフラワーハウスがガールズ・トイ部門で優秀賞を受賞している。キャンディーファクトリーから生まれたお友達（フレーバー）、まんまるキャンディーから生まれる不思議な生物。レシピカードに乗せると変身する。

## キャラクター

### Petagonia
| #  | 名前     | 動物の種類     | 性別 |
| -- | -------- | -------------- | ---- |
| 1  | Catlin   | 猫             | ♀    |
| 2  | Doxy     | イヌ           | ♀    |
| 3  | Ears     | ウサギ         | ♂    |
| 4  | Roshelle | トカゲ         | ♀    |
| 5  | Berdine  | 鳥             | ♀    |
| 6  | Monte    | ハツカネズミ属 | ♂    |
| 7  | Catrick  | 猫             | ♂    |
| 8  | Douglas  | イヌ           | ♂    |
| 9  | Le Bun   | ウサギ         | ♂    |
| 10 | Turk     | トカゲ         | ♂    |

### Azoozia
| #  | 名前          | 動物の種類 | 性別 |
| -- | ------------- | ---------- | ---- |
| 1  | Razoo         | コアラ     | ♂    |
| 2  | Cheeky        | サル       | ♂    |
| 3  | Annabelephant | ゾウ       | ♀    |
| 4  | Jafra         | キリン     | ♀    |
| 5  | Panderson     | パンダ     | ♂    |
| 6  | Zebrina       | シマウマ   | ♀    |
| 7  | Leodore       | ライオン   | ♂    |
| 8  | Moobly        | サル       | ♂    |
| 9  | Elwyn         | ゾウ       | ♀    |
| 10 | Roarlando     | ライオン   | ♂    |

### Seagonia
| #  | 名前      | 動物の種類       | 性別 |
| -- | --------- | ---------------- | ---- |
| 1  | Kelp      | タツノオトシゴ   | ♀    |
| 2  | Cesealia  | アザラシ         | ♀    |
| 3  | Gillmore  | 魚類             | ♂    |
| 4  | Octo      | タコ             | ♂    |
| 5  | Tiny      | シロナガスクジラ | ♂    |
| 6  | Crabigail | カニ             | ♀    |
| 7  | Estelle   | ヒトデ           | ♀    |
| 8  | Octavus   | タコ             | ♂    |
| 9  | Bluebelle | シロナガスクジラ | ♀    |
| 10 | Kooper    | カニ             | ♂    |

### Petal Point
| #  | 名前       | 動物の種類   | 性別 |
| -- | ---------- | ------------ | ---- |
| 1  | Legs       | クモ         | ♂    |
| 2  | Inches     | イモムシ     | ♂    |
| 3  | Starblaze  | カメムシ目   | ♂    |
| 4  | Iris       | 花           | ♀    |
| 5  | Krishopper | コオロギ     | ♂    |
| 6  | Marygold   | 花           | ♀    |
| 7  | Arizona    | キリギリス科 | ♀    |
| 8  | Spottie    | テントウムシ | ♂    |
| 9  | Flutter    | トンボ       | ♂    |
| 10 | Mr. Quacks | カモ         | ♂    |

### Chillville
| #  | 名前      | 動物の種類 | 性別 |
| -- | --------- | ---------- | ---- |
| 1  | Cariboo   | シカ       | ♀    |
| 2  | Clawdette | 猫         | ♀    |
| 3  | Blaze     | シカ       | ♀    |
| 4  | Lula      | クマ       | ♀    |
| 5  | Charles   | ペンギン   | ♂    |
| 6  | Tusk      | セイウチ   | ♂    |
| 7  | Tumbly    | キツネ     | ♀    |
| 8  | Whitepaw  | 猫         | ♂    |
| 9  | Waddles   | ペンギン   | ♀    |
| 10 | Tuskee    | セイウチ   | ♂    |

### Pinegrove
| #  | 名前     | 動物の種類   | 性別 |
| -- | -------- | ------------ | ---- |
| 1  | Spikes   | ヘッジホッグ | ♀    |
| 2  | Dippy    | コウモリ     | ♀    |
| 3  | Leru     | コウモリ     | ♂    |
| 4  | Fenton   | フクロウ目   | ♂    |
| 5  | Brooks   | ビーバー     | ♀    |
| 6  | Watson   | トナカイ     | ♂    |
| 7  | Scratchy | リス         | ♂    |
| 8  | Redford  | ?            | ♂    |
| 9  | Rain     | ?            | ♀    |
| 10 | Raineer  | トナカイ     | ♀    |

### Arctania
| # | 名前     | 動物の種類           | 性別 |
| - | -------- | -------------------- | ---- |
| 1 | Swell    | ペンギン             | ♀    |
| 2 | Coolia   | メキシコサラマンダー | ♀    |
| 3 | Snowphia | 猫                   | ♀    |
| 4 | Blizzy   | ?                    | ♀    |
| 5 | Chillroy | クマ                 | ♂    |
| 6 | Everest  | ?                    | ♂    |

### Jungleopolis
| # | 名前    | 動物の種類 | 性別 |
| - | ------- | ---------- | ---- |
| 1 | Chirply | ミツバチ   | ♀    |
| 2 | Bowie   | ?          | ♂    |
| 3 | Bubba   | ?          | ♂    |

### Rockin Rollers
| # | 名前               | 動物の種類 | 性別 |
| - | ------------------ | ---------- | ---- |
| 1 | Cuddles            | ?          | ♀    |
| 2 | Thunder and Stormy | サイ       | ♀    |
| 3 | Paisley            | ?          | ♀    |

### キャンディランド
| #  | 名前                | 味                     | 動物の種類       | 性別 | 誕生日 |
| -- | ------------------- | ---------------------- | ---------------- | ---- | ------ |
| 1  | チェビー（Chevy)    | オレンジ               | 猫               | ♀    | 8/30   |
| 2  | コロン（Coron)      | いちごミルク           | ウサギ           | ♀    | 5/30   |
| 3  | パンキー（Panky)    | ブルーベリーヨーグルト | パンダ           | ♂    | 9/1    |
| 4  | ブラッキー (Blacky) | バニラキャラメル       | キツネ           | ♂    | 8/19   |
| 5  | マイキー (Mikey)    | チョコミント           | キツネ           | ♂    | 7/15   |
| 6  | クーパー (Cooper)   | チョコバナナ           | キリン           | ♀    | 2/12   |
| 7  | ピール (Peel)       | チェリー               | 鳥               | ♀    | 5/13   |
| 8  | ルー (Lou)          | あずき                 | クマ             | ♀    | 7/13   |
| 9  | エム (Em)           | クリームソーダ         | ゾウ             | ♂    | 12/29  |
| 10 | マロン (Maron)      | ブドウ                 | ウサギ           | ♀    | 5/5    |
| 11 | スースー (Su-Su)    | パイナップルオレンジ   | サル             | ♂    | 9/5    |
| 12 | リール (Reel)       | ソーダ                 | 鳥               | ♂    | 6/8    |
| 13 | サンサン (SanSan)   | ハバネロ               | ヒトデ           | ♀    | 3/21   |
| 14 | アリア (Alia)       | アップル               | 猫               | ♀    | 4/23   |
| 15 | シルビー (Silvy)    | メロン                 | 猫               | ♀    | 2/14   |
| 16 | パンナ (Panna)      | ピーチヨーグルト       | パンダ           | ♀    | 2/9    |
| 17 | リン (Rin)          | ブルーハワイ           | 魚類             | ♀    | 2/1    |
| 18 | メル (Mel)          | ピンクグレープフルーツ | タツノオトシゴ   | ♀    | 12/9   |
| 19 | チップ (Chip)       | ミルクグレープ         | アザラシ         | ♀    | 4/9    |
| 20 | タップ (Tap)        | いちごサイダー         | ペンギン         | ♀    | 12/4   |
| 21 | クーペ (Coope)      | ラズベリーチーズ       | キリン           | ♀    | 7/26   |
| 22 | ランディー (Randy)  | プリン                 | コアラ           | ♀    | 11/26  |
| 23 | ポム (Pom)          | レモン                 | ハツカネズミ属   | ♂    | 11/2   |
| 24 | ロン (Ron)          | ライチ                 | シマウマ         | ♀    | 5/1    |
| 25 | ププ (PuPu)         | ブルーハワイ           | ゾウ             | ♂    | 11/6   |
| 26 | チム (Chim)         | 高麗人参               | ゾウ             | ♂    | 10/25  |
| 27 | メイト (Mato)       | トマト                 | 鳥               | ♀    | 3/13   |
| 28 | ロフ (Loff)         | プラム                 | 猫               | ♀    | 2/1    |
| 29 | ニーニャ (Ninya)    | スイカ                 | タコ             | ♀    | 4/18   |
| 30 | ココ (CoCo)         | コーラ                 | キンギョ         | ♀    | 9/27   |
| 31 | ウィニー (Winny)    | アップルシナモン       | トナカイ         | ♂    | 5/26   |
| 32 | キュン (Q'n)        | パパイヤ               | サル             | ♀    | 11/14  |
| 33 | ハピ (Happi)        | アセロラミント         | コウモリ         | ♂    | 3/20   |
| 34 | ミル (Mill)         | クランベリー           | 鳥               | ♀    | 5/1    |
| 35 | エイミー (Amy)      | ブルーベリーサワー     | シロナガスクジラ | ♀    | 7/21   |
| 36 | トフィー (Toffy)    | ココナッツベリー       | クマ             | ♂    | 9/3    |
| 37 | トッシュ (Tosh)     | ライムレモン           | ハツカネズミ属   | ♀    | 1/10   |
| 38 | アイロ (Airo)       | プルーン               | キリン           | ♀    | 5/13   |
| 39 | クルー (Crew)       | 柚子茶                 | フェネック       | ♂    | 2/5    |
| 40 | リリー (Lily)       | ザクロ                 | ウサギ           | ♀    | 12/26  |
| 41 | アール (Arl)        | 抹茶                   | クマ             | ♀    | 9/11   |
| 42 | キミー (Kimmie)     | キウイフルーツ         | ウサギ           | ♀    | 3/29   |
| 43 | タム (Tam)          | バター                 | 猫               | ♂    | 1/23   |
| 44 | ハリー (Harry)      | ドラゴンフルーツ       | ハリネズミ       | ♂    | 4/21   |
| 45 | ピピ (PiPi)         | ピーチチーズ           | ハツカネズミ属   | ♀    | 7/10   |
| 46 | フラッペ (Frappe)   | アプリコット           | ゾウ             | ♀    | 1/2    |
| 47 | トト (ToTo)         | カプチーノ             | ライオン         | ♂    | 4/17   |
| 48 | サク (Saku)         | さくら                 | 猫               | ♀    | 1/22   |
| 49 | ポッテ (Potte)      | ストロベリーチョコ     | シカ             | ♀    | 1/17   |
| 50 | ティニー (Tinny)    | カシスグレープ         | ウサギ           | ♂    | 9/17   |
| 51 | ホッピー (Hoppy)    | ライチレモン           | コオロギ         | ♂    | 5/3    |
| 52 | プーディー (Poodie) | プレーンヨーグルト     | プードル         | ♀    | 1/17   |
| 53 | ハナ (Hana)         | ミルクティー           | ウシ             | ♀    | 2/17   |
| 54 | シーピー (Sheepy)   | ロールケーキ           | ヒツジ           | ♀    | 2/13   |
| 55 | リーン (Leen)       | ハーブティ             | アザラシ         | ♀    | 11/15  |
| 56 | テレテレ (Teretere) | 黒糖                   | テントウムシ     | ♀    | 5/20   |
| 57 | ティノ (Tino)       | グアバ                 | ドラゴン         | ♂    | 1/18   |
| 58 | キャロル (Carol)    | ショートケーキ         | ウシ             | ♀    | 11/18  |
| 59 | アン (Anne)         | レモネード             | パンダ           | ♀    | 1/1    |
| 60 | ポポ (PoPo)         | ワインゼリー           | ウサギ           | ♀    | 4/16   |
| 61 | タミー (Tammy)      | いちごプリン           | プードル         | ♀    | 8/27   |
| 62 | ローサ (Rosa)       | ローズシャーベット     | ?                | ♀    | 10/19  |

## アニメーション
セガトイズが韓国の大手放送局SBSと、アニメスタジオ・同友アニメーションと共同制作したアニメーション。2011年5月18日から韓国でテレビ放送を開始。日本では2011年6月13日より公式サイトでの無料配信を経て2011年10月5日から同年11月23日まで児童向け番組『のりのり♪のりスタ』内のコーナーアニメとして放送された後、2012年2月5日より前番組の『爆丸バトルブローラーズ ガンダリアンインベーダーズ』の放送終了後から『ふるさと再生 日本の昔ばなし』放送開始補前のつなぎ番組として30分のレギュラー放送を開始しているが、同年4月5日以降はテレビ東京のみ毎週木曜朝7時30分枠で単独の番組として放送となり、他のTXN系列局は第8話を以て放送を終了したが、9月27日をもって終了することになった。また、中国、台湾、香港、シンガポール、マレーシア、タイ、インドネシア、ベトナムなどアジア9か国での放送も決定している。

### キャスト

#### 主要人物
チェビー（Chevy） - 平野妹
オレンジ味の女の子。猫の姿をしている。一人称は「私」。明るく元気でおしゃべりが大好き。
男勝りで活動的。突っ込み気質で突っ込まれることよりも突っ込むことが多く、さまざまな場面で乱暴な行動が見られる。
負けず嫌いで、目先のことで突っ走る。木登りが得意だが、ちょっぴり不器用。好きな食べ物はオレンジ味のアイス。
コロン（Coron） - 巽悠衣子
いちごミルク味の女の子。ウサギの姿をしている。一人称は「私」。
親切でとてもロマンチスト、礼儀正しい性格。しっかりしていて面倒見がいいお姉さんタイプ。
丁寧な言葉で話し、他のズーブルズを「さん」付けで呼ぶ。キャンディ型のバックにはミルクが入っている。
パンキー（Panky） - 沼倉愛美
ブルーベリーヨーグルト味の男の子。パンダの姿をしている。一人称は「僕」で、口癖は「～だモン」。
純粋でとても優しい心の持ち主。食いしん坊でのんびり屋。昼寝が得意で、よくチェビーに怒られる。バナナが大好物らしい。
じゃんけんは非常に弱く、体力も低い。
クマンパ (Kumanpa)  - 古賀慶太
みんなの相談役で間抜けな神様。クマの姿をしている。一人称は「ワシ」で、口癖は「～ぞなもし」。
彼がひらめくお答えはちんぷんかんぷんだが、後でそれがヒントのお告げであったのかと分かる。
気分屋でかなり適当、見た目は愛らしい。編み物が得意で、早起きが苦手。チャームポイントはつぶらな鼻の穴？

#### ブラックキャンディーズ
ブラッキー (Blacky) - 五十嵐裕美
バニラキャラメル味の男の子。ブラックキャンディーズのリーダー。キツネの姿をしている。一人称は「俺」。
責任感が強く、驚かすのが大好き。口は悪いけど、実は真面目なところもある。何かチェビーにウラがある。
マイキー (Mikey) - 菊池こころ
チョコミント味の男の子。キツネの姿をしており、ブラッキーの色違い。一人称は「僕」。
頭が良くて研究熱心。料理と音楽が好き。
クーパー (Cooper) - 喜代原まり
チョコバナナ味の女の子。キリンの姿をしている。一人称は「あたい」。
普段は落ち着いていて、正直者。ダンスが得意。

#### 一般人
エム(Em) - 牧口真幸
クリームソーダ味の男の子。ゾウの姿をしている。いつもみんなのことを考えていて、頼りになる、作中で唯一まともなキャラクター。ルーの面倒を見ている。
ルー (Lou) - 五十嵐裕美
あずき味。人見知りだけど仲良くなるとおしゃべり。まだ赤ちゃんで「ルー」としか言えないけど、みんなはルーの言ってることが分かる。風船が大好き。
ピール (Peel) - 五十嵐裕美
チェリー味の女の子。鳥の姿をしている。情熱的で、どんなことでも一生懸命チャレンジする。おしゃれが大好き。
キミー (Kimmie) - 生田善子
キウイフルーツ味の女の子。うわさ話が好きで、うわさや秘密を周囲にしゃべってしまう。
ププ (PuPu) - 坂戸こまつな
ブルーハワイ味。絵がとても上手だけど、夢中になると周りを困らせる。よく名前を間違える。
理想のモデルを断られると「僕はもうお終いだ〜」と自分をせめる。
チム (Chim) - 牧口真幸
高麗人参味。ゾウの姿をしている。一人称は「俺様」。薬草に詳しいけど、言葉遣いはいい加減。とても頼りになる。
ミル (Mill) - 菊地こころ
クランベリー味。郵便配達員の女の子。
ランディー (Randy) - 五十嵐裕美
プリン味。コアラの女の子。泣く子をさらに泣かすほど怒りんぼうな性格。エムのことが好き。
ポム (Pom) - 藤崎聖
レモン味。うっかりものの男の子。周りの空気を読まずに行動してしまうことも多々ある。
リン (Rin) - 菊池こころ
ブルーハワイ味の女の子。
メル (Mel) - 五十嵐裕美
ピンククレープフルーツ味。タツノオトシゴの女の子。魚のゴンザレスと仲良し。
サンサン (SanSan) - 中津真莉子
ハバネロ味。フィギュアスケートのチャンピオン。
リール (Reel) - 喜代原まり
ソーダ味の男の子。「～リール」が口癖。占いが得意で、ハイテンションかつ明るい性格。変わった占いでみんなを困らせることもあるけど、心優しい。ミルクが嫌い。ちなみに、第2オープニングでは、なぜか彼ではなく、ピールが占いを行っている。
ハリー (Harry) - 牧口真幸
ドラゴンフルーツ味の男の子。拳法を使うけどまだ弱い。
パンナ (Panna) - 阿久津加菜
ピーチヨーグルト味。口うるさいが、積極的で礼儀正しい女の子。
アリア (Alia) - 持月玲依
アップル味の女の子。いろんなことを趣味にするが、どれも長続きせずすぐやめてしまう。
ニーニャ (Ninya) - 藤崎聖
スイカ味。タコの女の子。関西弁で話す。ココと仲がいい。
ココ (CoCo) - 生田善子
コーラ味の女の子。やることがいつも大胆。楽しいことが好きで、何にでも興味を持つ。
シルビー (Silvy) - 菊池こころ
メロン味の女の子。体色は主に黄緑で、チェビーによく似ている。かわいいモデルさんで、とても素直で優しい。みんなの人気者。
メイト (Mato) - 中津真莉子
トマト味の女の子。突然現れて、いらない物だけを奪う怪盗ズーブルズ。どこから現れるかも分からないから注意が必要。
実は、かなりのさみしがり屋。だが素直じゃないのか、チェビーたちと遊ぶためだけにパンキーを誘拐したこともある。
ウィニー (Winny) - 牧口真幸
アップルシナモン味の男の子。発明が得意。便利なものから変なものまで、なんでも作っちゃうよ。
ロフ (Loff) - 岩村愛子
プラム味の女の子。口下手で恥ずかしがり屋。普段は丸まったまま、めったに顔を出さない。でも素顔はとてもかわいい。
ロン (Ron) - 藤崎聖
ライチ味。中華料理の達人。「ラリルレロ～ン。」が口癖。
クーペ (Coope) - 庄子裕衣
ラズベリーチーズ味の女の子。ズーブルズ一の運の悪さを持つ。が、本人はあまり気にしていないどころか、いい方向に考える。事実、その運の悪さがさらなる災いからみんなを守ったこともある。「ちょー大丈夫。」が口癖。
キュン (Q'n)
パパイヤ味。遊ぶのが大好きな女の子。ただし、何で遊んでも、正しい遊び方までは考えていない。
チップ (Chip) - 中津真莉子
ミルクグレープ味。恋におちやすい、アザラシの女の子。タップとよく漫才をする。
タップ (Tap) - 高倉有加
いちごサイダー味。ペンギンの女の子。チップとよく漫才をする。そのためか、関西弁を話す。
マロン (Maron) - 阿久津加菜
ぶどう味。自分が一番かわいいと持っている。コロンをライバル視している。
ハピ (Happi) -  阿久津加菜
アセロラミント味。さすらいのズーブルズと言っている。コウモリの姿をしている。
エイミー (Amy)  -  持月玲依
ブルーベリーサワー味。くじらの姿をしている。
トフィー (Toffy)  - 坂戸こまつな
ココナッツベリー味。芸人ズーブルズで「～でやんす」が口癖。芸歴が長いため、みんなからは「師匠」と呼ばれているが、ギャグセンスはイマイチ。
トッシュ (Tosh)  -  阿久津加菜
雪の町に住んでいる、ライムレモン味の女の子。トフィーと恋の文通相手。唯一、トフィーのギャグに大笑いしてくれる。
アイロ (Airo) - 牧口真幸
プルーン味の女の子。みんなの喜ぶことをしたいと思っている。
クルー (Crew) - 持月玲依
柚子茶味。物知りな男の子。転がる時、直角に曲がる癖がある。
リリー (Lily) - 五十嵐裕美
ザクロ味の女の子。詩人にしてかなりの感激屋である。
トト (ToTo) - 岩村愛子
カプチーノ味の男の子。クマンパにあこがれている。
スースー (Su-Su) - 藤崎聖
パイナップルオレンジ味。いたずら好きで、なんでもさかさまにしてしまう。
アール (Arl) - 牧口真幸
抹茶味の女の子。お茶を入れるのが上手だが、あきれるほどのんびり屋。
タム (Tam) - 庄子裕衣
バター味の男の子。花の町のヒーローといわれているが、実際に悪者と戦ったことはない。
フラッペ (Frappe) - 岩村愛子
アプリコット味。通称「超ネガティブズーブルズ」　暗くて一人でいることが多い。
ピピ (PiPi) - 阿久津加菜
ピーチチーズ味の女の子。流行に敏感で、彼女のコーディネートは、みんなに大人気。
サク (Saku) - 岩村愛子
さくら味の女の子。「～だホイ」が口癖。魔法学校に通うために、魔法を勉強している。
ポッテ (Potte) - 牧口真幸
ストロベリーチョコ味の女の子。不思議な声を持つ。「ポッテンコ」という言葉で、色んな事が出来る。
ティニー (Tinny) - 藤崎聖
カシスグレープ味の男の子。チェビーと幼なじみ。いつも、チェビーとけんかしてしまう。
キャロル (Carol)
ショートケーキ味。第2オープニングに登場。ＴＶのプロデューサーになるのが夢。友達の魅力をみつけるのが得意な女の子。
リーン (Leen)
ハーブティ味の女の子。第2オープニングに登場。
テレテレ (Teretere)
黒糖味の女の子。第2オープニングに登場。
ティノ (Tino)
グアバ味の男の子。第2オープニングに登場。

#### ズーブルズ以外
ショーン  - 赤澤涼太
くじら。エイミーの恋する相手。
ゴンザレス
メルと仲良しの魚。リンやメルよりも大きい。
シャーク団
不良のような性格の三人(匹？)組のサメ。

### スタッフ
- 企画製作 - 日韓共同企画製作・ズーブルズ製作委員会
- 企画 - SBS外注製作チーム、Sung Ha-Mook、Kim Young-Doo、杉本道俊
- 総監督 - Nam Jong-Sik
- 演出 - 大宅光子
- シリーズ構成 - やすみ哲夫
- キャラクターデザイン - Nam Jong-Sik、林一哉
- 美術監督 - Lee Hoe-Young
- 美術設定 - 森尾麻紀
- 色彩設計 - Seo Tae-Won
- 撮影監督 - Kim Kang-Ohk
- 編集 - Yoon Chul-Hee
- 音楽 - Lee In-Young
- プロデューサー - Lee Suk-Young、Ha Hae-Ran、松本裕子（テレビ東京、第1話 - 第8話）
- アソシエートプロデューサー - Ryu Hyun-Ju、金正廣
- マーケティング - Kook Young-Ja、Kang Seok-Woo、宮崎奈緒子、鈴木ひろみ
- 制作総括 - Shin Ju-Hee
- 制作協力 - スタジオイゼナ、ドゥエンターテインメント
- 製作 - SBS Contents Hub、DONGWOO ANIMATION、セガトイズ

### 主題歌
オープニングテーマ「I Love Zoobles」（第1話 - 第8話）
作詞・作曲・編曲 - Lee In-Young / 歌 - レインボー
オープニングテーマ「CANDY GIRLS!」（第9話 - ）
作詞 - Mai Watarai / ラップ詞 - Emyli / 作曲・編曲 - Han Sang-Won、Yoon Young-Min / 歌 - レインボー
エンディングテーマ
作詞・作曲・編曲 - Lee In-Young、Yoo Seung-Hye / 歌 - レインボー

### 関連商品

#### DVD
ズーブルズ Vol. 1
発売日：2012年9月05日
ズーブルズ Vol. 2
発売日：2012年11月14日

### 各話リスト
韓国版は27話以降再放送（SBS公式サイトなどではそのまま話数を数えている）。日本版では木曜放送版において日曜放送版で流した話を再放送する事がある（こちらも再放送回の話数を数えている）。
| 話数                                                       | サブタイトル                         | シナリオ                | ストーリーボード                | 演出監督                                                   | 作画監督                                              | 韓国放送日                     | 日本放送日                                             |
| ---------------------------------------------------------- | ------------------------------------ | ----------------------- | ------------------------------- | ---------------------------------------------------------- | ----------------------------------------------------- | ------------------------------ | ------------------------------------------------------ |
| 第1話（韓国） 第27話（韓国） 第16話（日本）                | ダンシング・ズーブルズ!              | やすみ哲夫 川辺美奈子   | Park Byung-Soon Park Chi-Man    | Jang Heyong-Sek Han Young-Hoon Lee Joo-Hyeun Sung Won-Yong | Park Chi-Man Yuk Sung-Su                              | 2011年 5月18日 11月23日        | 2012年5月24日                                          |
| 第1話（韓国） 第27話（韓国） 第16話（日本）                | 頑張れ! パンキー                     | やすみ哲夫 川辺美奈子   | Park Byung-Soon Park Chi-Man    | Jang Heyong-Sek Han Young-Hoon Lee Joo-Hyeun Sung Won-Yong | Park Chi-Man Yuk Sung-Su                              | 2011年 5月18日 11月23日        | 2012年5月24日                                          |
| 第2話（韓国） 第28話（韓国） 第1話（日本） 第19話（日本）  | うっかりポムくん                     | やすみ哲夫 うえのきみこ | Han Young-Hun Lee Sung-Chan     | Song Geun-Sik Choi Hoon-Chul                               | Park Chi-Man Yuk Sung-Su Jang Hyung-Suk Sung Won-Yong | 5月25日 11月30日               | 2012年2月5日 2012年6月14日                             |
| 第2話（韓国） 第28話（韓国） 第1話（日本） 第19話（日本）  | 虹の海のメルとリン                   | やすみ哲夫 うえのきみこ | Han Young-Hun Lee Sung-Chan     | Song Geun-Sik Choi Hoon-Chul                               | Park Chi-Man Yuk Sung-Su Jang Hyung-Suk Sung Won-Yong | 5月25日 11月30日               | 2012年2月5日 2012年6月14日                             |
| 第3話（韓国） 第29話（韓国） 第9話（日本）                 | 恋の花咲くこともある                 | やすみ哲夫 川辺美奈子   | Song Geun-Sik Choi Hoon-Chul    | Han Young-Hoon Lee seung-Il                                | Park Si-Yun Lee seung-Il                              | 6月1日 12月7日                 | 2012年4月5日                                           |
| 第3話（韓国） 第29話（韓国） 第9話（日本）                 | 占いズーブルズ                       | やすみ哲夫 川辺美奈子   | Song Geun-Sik Choi Hoon-Chul    | Han Young-Hoon Lee seung-Il                                | Park Si-Yun Lee seung-Il                              | 6月1日 12月7日                 | 2012年4月5日                                           |
| 第4話（韓国） 第20話（日本）                               | ランディーの憂鬱                     | うえのきみこ            | Park Byung-Soon Jang Heyong-Sek | Lee Jong-Gyoung Jang Heyong-Sek                            | Park Chi-Man Yuk Sung-Su                              | 6月8日                         | 2012年6月21日                                          |
| 第4話（韓国） 第20話（日本）                               | スースーがやってきた!                | うえのきみこ            | Park Byung-Soon Jang Heyong-Sek | Lee Jong-Gyoung Jang Heyong-Sek                            | Park Chi-Man Yuk Sung-Su                              | 6月8日                         | 2012年6月21日                                          |
| 第5話（韓国） 第30話（韓国） 第10話（日本）                | 鏡よ鏡!                              | 田嶋久子 やすみ哲夫     | Han Young-Hun Lee Sung-Chan     | Park Chi-Man Yuk Sung-Su                                   | Jang Hyung-Suk Sung Won-Yong                          | 6月15日 12月14日               | 2012年4月12日                                          |
| 第5話（韓国） 第30話（韓国） 第10話（日本）                | キッチンランドは大騒ぎ               | 田嶋久子 やすみ哲夫     | Han Young-Hun Lee Sung-Chan     | Park Chi-Man Yuk Sung-Su                                   | Jang Hyung-Suk Sung Won-Yong                          | 6月15日 12月14日               | 2012年4月12日                                          |
| 第6話（韓国） 第31話（韓国） 第2話（日本） 第21話（日本）  | 激辛ズーブルズ                       | うえのきみこ 田嶋久子   | Song Geun-Sik Choi Hoon-Chul    | Lee Ju-Hyun Park Si-Yun                                    | Park Si-Yun Lee seung-Il                              | 6月22日 12月21日               | 2012年2月12日 2012年6月28日                            |
| 第6話（韓国） 第31話（韓国） 第2話（日本） 第21話（日本）  | 呪いの石                             | うえのきみこ 田嶋久子   | Song Geun-Sik Choi Hoon-Chul    | Lee Ju-Hyun Park Si-Yun                                    | Park Si-Yun Lee seung-Il                              | 6月22日 12月21日               | 2012年2月12日 2012年6月28日                            |
| 第7話（韓国） 第32話（韓国） 第15話（日本）                | 絶交けっこう!                        | やすみ哲夫 うえのきみこ | Park Byung-Soon Jang Heyong-Sek | Sung Won-Yong Song Geun-Sik                                | Park Chi-Man Yuk Sung-Su                              | 6月29日 12月28日               | 2012年5月17日                                          |
| 第7話（韓国） 第32話（韓国） 第15話（日本）                | にせものクマンパ現る!                | やすみ哲夫 うえのきみこ | Park Byung-Soon Jang Heyong-Sek | Sung Won-Yong Song Geun-Sik                                | Park Chi-Man Yuk Sung-Su                              | 6月29日 12月28日               | 2012年5月17日                                          |
| 第8話（韓国） 第33話（韓国） 第3話（日本） 第25話（日本）  | 丸くて、四角くて、三角よ!            | やすみ哲夫 川辺美奈子   | Han Young-Hun Lee Sung-Chan     | Choi Hoon-Chul Lee Jong-Hyun                               | Jang Hyung-Suk Sung Won-Yong                          | 2011年 7月6日 2012年 1月4日    | 2012年2月19日 2012年7月26日                            |
| 第8話（韓国） 第33話（韓国） 第3話（日本） 第25話（日本）  | 清く美しくまん丸く                   | やすみ哲夫 川辺美奈子   | Han Young-Hun Lee Sung-Chan     | Choi Hoon-Chul Lee Jong-Hyun                               | Jang Hyung-Suk Sung Won-Yong                          | 2011年 7月6日 2012年 1月4日    | 2012年2月19日 2012年7月26日                            |
| 第9話（韓国） 第34話（韓国） 第22話（日本）                | 合コン大作戦!                        | うえのきみこ 川辺美奈子 | Song Geun-Sik Choi Hoon-Chul    | Jang Hyung-Suk Han Young-Hoon                              | Park Si-Yun Lee seung-Il                              | 2011年 7月13日 2012年 1月11日  | 2012年7月5日                                           |
| 第9話（韓国） 第34話（韓国） 第22話（日本）                | ピピのしっぽ飾り                     | うえのきみこ 川辺美奈子 | Song Geun-Sik Choi Hoon-Chul    | Jang Hyung-Suk Han Young-Hoon                              | Park Si-Yun Lee seung-Il                              | 2011年 7月13日 2012年 1月11日  | 2012年7月5日                                           |
| 第10話（韓国） 第35話（韓国） 第11話（日本）               | さすらいのズーブルズ                 | うえのきみこ 川辺美奈子 | Park Byung-Soon Jang Heyong-Sek | Sung Won-Yong Song Geun-Sik                                | Park Chi-Man Yuk Sung-Su                              | 2011年 7月20日 2012年 1月18日  | 2012年4月19日                                          |
| 第10話（韓国） 第35話（韓国） 第11話（日本）               | 名探偵チェビー                       | うえのきみこ 川辺美奈子 | Park Byung-Soon Jang Heyong-Sek | Sung Won-Yong Song Geun-Sik                                | Park Chi-Man Yuk Sung-Su                              | 2011年 7月20日 2012年 1月18日  | 2012年4月19日                                          |
| 第11話（韓国） 第36話（韓国） 第5話（日本） 第23話（日本） | 流れ星とズーブルズ                   | 田嶋久子 やすみ哲夫     | Han Young-Hun Lee Sung-Chan     | Yuk Sung-Su Lee Seung-Il Park Si-Yun                       | Jang Hyung-Suk Sung Won-Yong                          | 2011年 8月3日 2012年 1月25日   | 2012年3月4日 2012年7月12日                             |
| 第11話（韓国） 第36話（韓国） 第5話（日本） 第23話（日本） | モデルのシルビー                     | 田嶋久子 やすみ哲夫     | Han Young-Hun Lee Sung-Chan     | Yuk Sung-Su Lee Seung-Il Park Si-Yun                       | Jang Hyung-Suk Sung Won-Yong                          | 2011年 8月3日 2012年 1月25日   | 2012年3月4日 2012年7月12日                             |
| 第12話（韓国） 第37話（韓国） 第14話（日本）               | 詩人のリリーは感激屋さん             | やすみ哲夫 うえのきみこ | Song Geun-Sik Choi Hoon-Chul    | Choi Hoon-Chul Park Chi-Man                                | Park Si-Yun Lee seung-Il                              | 2011年 8月10日 2012年 2月1日   | 2012年5月10日                                          |
| 第12話（韓国） 第37話（韓国） 第14話（日本）               | 今日はなんの日!                      | やすみ哲夫 うえのきみこ | Song Geun-Sik Choi Hoon-Chul    | Choi Hoon-Chul Park Chi-Man                                | Park Si-Yun Lee seung-Il                              | 2011年 8月10日 2012年 2月1日   | 2012年5月10日                                          |
| 第13話（韓国） 第38話（韓国） 第26話（日本）               | 郵便配達のミル                       | 田嶋久子 川辺美奈子     | Park Byung-Soon Jang Heyong-Sek | Han Young-Hoon Song Geun-Sik                               | Park Chi-Man Yuk Sung-Su                              | 2011年 8月17日 2012年 2月8日   | 2012年8月2日                                           |
| 第13話（韓国） 第38話（韓国） 第26話（日本）               | 恋占いにご用心!                      | 田嶋久子 川辺美奈子     | Park Byung-Soon Jang Heyong-Sek | Han Young-Hoon Song Geun-Sik                               | Park Chi-Man Yuk Sung-Su                              | 2011年 8月17日 2012年 2月8日   | 2012年8月2日                                           |
| 第14話（韓国） 第39話（韓国） 第28話（日本）               | パンキー、ワルになる?                | 田嶋久子 川辺美奈子     | Han Young-Hun Lee Sung-Chan     | Lee Ju-Hyun Sung Won-Yong                                  | Jang Hyung-Suk Sung Won-Yong                          | 2011年 8月24日 2012年 2月15日  | 2012年8月16日                                          |
| 第14話（韓国） 第39話（韓国） 第28話（日本）               | 高麗人参味のチム                     | 田嶋久子 川辺美奈子     | Han Young-Hun Lee Sung-Chan     | Lee Ju-Hyun Sung Won-Yong                                  | Jang Hyung-Suk Sung Won-Yong                          | 2011年 8月24日 2012年 2月15日  | 2012年8月16日                                          |
| 第15話（韓国） 第40話（韓国） 第24話（日本）               | ルーと風船                           | 田嶋久子 石川智子       | Song Geun-Sik Choi Hoon-Chul    | Choi Hoon-Chul Lee Ju-Hyun                                 | Park Si-Yun Lee seung-Il                              | 2011年 8月31日 2012年 2月22日  | 2011年10月5日, 12日 2011年10月19日, 26日 2012年7月19日 |
| 第15話（韓国） 第40話（韓国） 第24話（日本）               | チェビーと夕陽の花                   | 田嶋久子 石川智子       | Song Geun-Sik Choi Hoon-Chul    | Choi Hoon-Chul Lee Ju-Hyun                                 | Park Si-Yun Lee seung-Il                              | 2011年 8月31日 2012年 2月22日  | 2011年10月5日, 12日 2011年10月19日, 26日 2012年7月19日 |
| 第16話（韓国） 第41話（韓国） 第31話（日本）               | ブラックキャンディーズの逆襲         | うえのきみこ 川辺美奈子 | Park Byung-Soon Jang Heyong-Sek | Park Chi-Man Jang Heyong-Sek                               | Park Chi-Man Yuk Sung-Su                              | 2011年 9月7日 2012年 2月29日   | 2011年11月2日, 9日 2011年11月16日, 23日 2012年9月6日   |
| 第16話（韓国） 第41話（韓国） 第31話（日本）               | 芸術はまん丸だ!                      | うえのきみこ 川辺美奈子 | Park Byung-Soon Jang Heyong-Sek | Park Chi-Man Jang Heyong-Sek                               | Park Chi-Man Yuk Sung-Su                              | 2011年 9月7日 2012年 2月29日   | 2011年11月2日, 9日 2011年11月16日, 23日 2012年9月6日   |
| 第17話（韓国） 第42話（韓国） 第13話（日本）               | 消えたキャンディーバッグ             | 石川智子 田嶋久子       | Han Young-Hun Lee Sung-Chan     | Song Geun-Sik Sung Won-Yong                                | Jang Hyung-Suk Sung Won-Yong                          | 2011年 9月14日 2012年 3月7日   | 2012年5月3日                                           |
| 第17話（韓国） 第42話（韓国） 第13話（日本）               | クルーとクマンパ                     | 石川智子 田嶋久子       | Han Young-Hun Lee Sung-Chan     | Song Geun-Sik Sung Won-Yong                                | Jang Hyung-Suk Sung Won-Yong                          | 2011年 9月14日 2012年 3月7日   | 2012年5月3日                                           |
| 第18話（韓国） 第43話（韓国） 第18話（日本）               | 帰ってきたヒーロー                   | うえのきみこ 川辺美奈子 | Song Geun-Sik Choi Hoon-Chul    | Sung Won-Yong Yuk Sung-Su                                  | Park Si-Yun Lee seung-Il                              | 2011年 9月21日 2012年 3月14日  | 2012年6月7日                                           |
| 第18話（韓国） 第43話（韓国） 第18話（日本）               | アールのティーパーティー             | うえのきみこ 川辺美奈子 | Song Geun-Sik Choi Hoon-Chul    | Sung Won-Yong Yuk Sung-Su                                  | Park Si-Yun Lee seung-Il                              | 2011年 9月21日 2012年 3月14日  | 2012年6月7日                                           |
| 第19話（韓国） 第44話（韓国） 第6話（日本） 第29話（日本） | 怪盗ズーブルズ                       | うえのきみこ やすみ哲夫 | Park Byung-Soon Jang Heyong-Sek | Han Young-Hoon Lee Seong-Il                                | Park Chi-Man Yuk Sung-Su                              | 2011年 9月28日 2012年 3月21日  | 2012年3月11日 2012年8月23日                            |
| 第19話（韓国） 第44話（韓国） 第6話（日本） 第29話（日本） | ようこそ、クマンパのハピタットへ!    | うえのきみこ やすみ哲夫 | Park Byung-Soon Jang Heyong-Sek | Han Young-Hoon Lee Seong-Il                                | Park Chi-Man Yuk Sung-Su                              | 2011年 9月28日 2012年 3月21日  | 2012年3月11日 2012年8月23日                            |
| 第20話（韓国） 第45話（韓国） 第4話（日本） 第30話（日本） | 忍者アリアでござる!                  | やすみ哲夫 田嶋久子     | Han Young-Hun Lee Sung-Chan     | Choi Hoon-Chul Kim Jae-Woong                               | Jang Hyung-Suk Sung Won-Yong                          | 2011年 10月5日 2012年 3月28日  | 2012年2月26日 2012年8月30日                            |
| 第20話（韓国） 第45話（韓国） 第4話（日本） 第30話（日本） | チェビーのバースデー                 | やすみ哲夫 田嶋久子     | Han Young-Hun Lee Sung-Chan     | Choi Hoon-Chul Kim Jae-Woong                               | Jang Hyung-Suk Sung Won-Yong                          | 2011年 10月5日 2012年 3月28日  | 2012年2月26日 2012年8月30日                            |
| 第21話（韓国） 第46話（韓国） 第32話（日本）               | ようこそホラーハウスへ!              | やすみ哲夫              | Song Geun-Sik Choi Hoon-Chul    | Jang Heyong-Sek Sung Won-Yong                              | Park Si-Yun Lee seung-Il                              | 2011年 10月12日 2012年 4月4日  | 2012年9月13日                                          |
| 第21話（韓国） 第46話（韓国） 第32話（日本）               | あの子は見習い魔法使い               | やすみ哲夫              | Song Geun-Sik Choi Hoon-Chul    | Jang Heyong-Sek Sung Won-Yong                              | Park Si-Yun Lee seung-Il                              | 2011年 10月12日 2012年 4月4日  | 2012年9月13日                                          |
| 第22話（韓国） 第47話（韓国） 第17話（日本）               | コンビ解散!? チップタップ            | やすみ哲夫 川辺美奈子   | Park Byung-Soon Jang Heyong-Sek | Lee Ju-Hyun Park Chi-Man                                   | Park Chi-Man Yuk Sung-Su                              | 2011年 10月19日 2012年 4月18日 | 2012年5月31日                                          |
| 第22話（韓国） 第47話（韓国） 第17話（日本）               | しゃぼん玉に乗って                   | やすみ哲夫 川辺美奈子   | Park Byung-Soon Jang Heyong-Sek | Lee Ju-Hyun Park Chi-Man                                   | Park Chi-Man Yuk Sung-Su                              | 2011年 10月19日 2012年 4月18日 | 2012年5月31日                                          |
| 第23話（韓国） 第48話（韓国） 第33話（日本）               | みんなでフリーマーケット             | 石川智子                | Han Young-Hun Lee Sung-Chan     | Song Geun-Sik Yuk Sung-Su                                  | Jang Hyung-Suk Sung Won-Yong                          | 2011年 10月26日 2012年 4月25日 | 2012年9月20日                                          |
| 第23話（韓国） 第48話（韓国） 第33話（日本）               | 叫ぼう、大声大会                     | 石川智子                | Han Young-Hun Lee Sung-Chan     | Song Geun-Sik Yuk Sung-Su                                  | Jang Hyung-Suk Sung Won-Yong                          | 2011年 10月26日 2012年 4月25日 | 2012年9月20日                                          |
| 第24話（韓国） 第49話（韓国） 第7話（日本） 第27話（日本） | 恥ずかしがり屋のロフ                 | 川辺美奈子              | Song Geun-Sik Choi Hoon-Chul    | Song Geun-Sik Sung Won-Yong                                | Park Si-Yun Lee seung-Il                              | 2011年 11月2日 2012年 5月2日   | 2012年3月18日 2012年8月9日                             |
| 第24話（韓国） 第49話（韓国） 第7話（日本） 第27話（日本） | クーペはラッキーガール?              | 川辺美奈子              | Song Geun-Sik Choi Hoon-Chul    | Song Geun-Sik Sung Won-Yong                                | Park Si-Yun Lee seung-Il                              | 2011年 11月2日 2012年 5月2日   | 2012年3月18日 2012年8月9日                             |
| 第25話（韓国） 第50話（韓国） 第12話（日本）               | 恋するクジラのエイミー               | やすみ哲夫 うえのきみこ | Park Byung-Soon Jang Heyong-Sek | Choi Hoon-Chul Yun Chan-Gi                                 | Park Chi-Man Yuk Sung-Su                              | 2011年 11月9日 2012年 5月9日   | 2012年4月26日                                          |
| 第25話（韓国） 第50話（韓国） 第12話（日本）               | トフィーとトッシュ                   | やすみ哲夫 うえのきみこ | Park Byung-Soon Jang Heyong-Sek | Choi Hoon-Chul Yun Chan-Gi                                 | Park Chi-Man Yuk Sung-Su                              | 2011年 11月9日 2012年 5月9日   | 2012年4月26日                                          |
| 第26話（韓国） 第51話（韓国） 第8話（日本） 第34話（日本） | ズーブルズ・カーレース               | やすみ哲夫              | Han Young-Hun Lee Sung-Chan     | Lee Ju-Hyun                                                | Jang Hyung-Suk Sung Won-Yong                          | 2011年 11月16日 2012年 5月16日 | 2012年3月25日 2012年9月27日                            |
| 第26話（韓国） 第51話（韓国） 第8話（日本） 第34話（日本） | ようこそ、キャンディーファクトリーへ | やすみ哲夫              | Han Young-Hun Lee Sung-Chan     | Lee Ju-Hyun                                                | Jang Hyung-Suk Sung Won-Yong                          | 2011年 11月16日 2012年 5月16日 | 2012年3月25日 2012年9月27日                            |

### 放送局
| 地域     | 放送局 | 放送期間                      | 備考               |
| -------- | ------ | ----------------------------- | ------------------ |
| 大韓民国 | SBS    | 2011年5月18日 - 2012年5月16日 | 水曜 16:00 - 16:30 |

| 放送地域       | 放送局         | 放送期間               | 放送日時         | 放送系列       | 備考                |
| -------------- | -------------- | ---------------------- | ---------------- | -------------- | ------------------- |
| 関東広域圏     | テレビ東京     | 2012年2月5日 - 3月25日 | 日曜 9:00 - 9:30 | テレビ東京系列 | 第9話より放送枠移動 |
| 関東広域圏     | テレビ東京     | 2012年4月5日 - 9月27日 | 木曜 7:30 - 8:00 | テレビ東京系列 | 第9話より放送枠移動 |
| 北海道         | テレビ北海道   | 2012年2月5日 - 3月25日 | 日曜 9:00 - 9:30 | テレビ東京系列 | 第8話迄で放送終了   |
| 愛知県         | テレビ愛知     | 2012年2月5日 - 3月25日 | 日曜 9:00 - 9:30 | テレビ東京系列 | 第8話迄で放送終了   |
| 大阪府         | テレビ大阪     | 2012年2月5日 - 3月25日 | 日曜 9:00 - 9:30 | テレビ東京系列 | 第8話迄で放送終了   |
| 岡山県・香川県 | テレビせとうち | 2012年2月5日 - 3月25日 | 日曜 9:00 - 9:30 | テレビ東京系列 | 第8話迄で放送終了   |
| 福岡県         | TVQ九州放送    | 2012年2月5日 - 3月25日 | 日曜 9:00 - 9:30 | テレビ東京系列 | 第8話迄で放送終了   |

| テレビ東京系列 日曜9:00 - 9:30枠                                                   | テレビ東京系列 日曜9:00 - 9:30枠       | テレビ東京系列 日曜9:00 - 9:30枠                             |
| 前番組                                                                             | 番組名                                 | 次番組                                                       |
| ---------------------------------------------------------------------------------- | -------------------------------------- | ------------------------------------------------------------ |
| 爆丸バトルブローラーズ ガンダリアンインベーダーズ （2011年4月3日 - 2012年1月29日） | ズーブルズ! （2012年2月5日 - 3月25日） | ふるさと再生 日本の昔ばなし （2012年4月1日 - 2017年3月26日） |
| テレビ東京 木曜7:30 - 8:00枠                                                       |                                        |                                                              |
| ウルトラマン列伝（再放送） （2012年1月5日 - 2012年3月29日）                        | ズーブルズ! （2012年4月5日 - 9月27日） | 遊☆戯☆王ZEXAL II（再放送） （2012年10月4日 - 2014年3月23日） |

## ゲーム
- Zoobles! Spring to Life!

2011年11月1日発売のニンテンドーDSソフト。